# Tuncay Mataraci
Tuncay Mataracı (Rize, 2 de febrero de 1935 - Estambul, 17 de diciembre de 2020) fue un político y ministro de gobierno turco.

## Primeros años
Tuncay Mataracı nació el 2 de febrero de 1935 en Rize, Turquía. Su padre es Mehmet Tevfik Mataracı. Terminó su educación primaria y secundaria en su ciudad natal. Después de graduarse de la escuela secundaria en Trabzon, Mataracı comenzó a estudiar derecho en la universidad. Sin embargo, abandonó y interrumpió su educación después de un tiempo. Luego estudió en una escuela de ingeniería civil y obtuvo un certificado como técnico en construcción. 
Mataracı se desempeñó como gerente de Servicios de Obras Públicas de la Aldea en la provincia de Rize antes de convertirse en ejecutivo de la Cooperación de Plantadores de Té y luego en jefe de la Dirección de Educación Física de la Provincia.

## Carrera política
Tuncay Mataracı entró en política y fue elegido diputado de la provincia de Rize por el Partido de la Justicia en las elecciones generales de 1977. Con la formación de un gabinete de coalición por Bülent Ecevit, fue nombrado Ministro de Aduanas y Monopolios en el 42º gobierno el 5 de enero de 1978.  
Responsable también del monopolio estatal del comercio de té en Turquía y experto en el procesamiento de té de su antiguo empleo, Mataracı cambió la política de recolección de hojas de té que se hizo cumplir rigurosamente. En Turquía, la recolección de hojas de té solo se podía realizar a mano para lograr un producto de té de buena calidad. Sin embargo, la recolección manual no permitió una ganancia razonable para los sembradores de té en Rize debido a los altos costos laborales. Mataracı levantó la prohibición de recoger hojas de té con herramientas, y esto fue muy bien recibido en su ciudad natal.
El 12 de noviembre de 1979, el gabinete se disolvió y el mandato de Mataraci como ministro terminó.

## Condena
El 27 de abril de 1981, el Consejo de Seguridad Nacional (en turco: Milli Güvenlik Kurulu, MGK), la junta militar, que había organizado el golpe militar de 1980 el 12 de septiembre, llevó a Tuncay Mataracı a juicio en el Tribunal Supremo (en turco: Yüce Divan). El juicio comenzó el 15 de junio de 1981 donde Mataracı fue acusado de soborno y abuso de poder durante su mandato como ministro de gobierno junto con 21 coacusados, entre ellos el exministro de Obras Públicas, Şerafettin Elçi, y un mafioso, Abuzer Uğurlu. El 16 de marzo de 1982, el Tribunal Supremo condenó a Mataracı a 36 años de prisión agravada, una multa de ₺787,386,166 liras turcas, destierro de por vida de un cargo gubernamental y revocación de la licencia de conducir durante seis años. De los coacusados, solo Şerafettin Elçi fue absuelto, mientras que todos los demás fueron condenados a varias penas de prisión de entre diez meses y seis años. El castigo de Mataracı fue el más severo de cualquier ministro de gobierno en Turquía.
Mataracı fue encarcelado en la prisión de Kayseri.  Conforme a la Ley #4616 sobre libertad condicional promulgada en 1991, fue liberado de la prisión. El alto monto de la multa, que no pagó al principio desvaneció en el aire. Cuando pagó la multa en 1993, había perdido valor debido a la alta tasa de inflación. 
En una entrevista realizada con un diario local en Rize en marzo de 2013, afirmó que él es el único político prohibido que queda y que la prohibición terminaría a fines de 2013.